# Athenry
Athenry (Iers:Baile Átha an Rí) is een plaats in het Ierse graafschap Galway. De plaats telt 2154 inwoners. Athenry ligt ongeveer 25 kilometer ten oosten van de stad Galway op het kruispunt van de spoorlijn Dublin - Galway en de voormalige spoorlijn Limerick - Sligo die deels weer is opengesteld. Vanaf het station zijn er directe verbindingen met Galway, Dublin en sinds 2012 ook weer met Limerick.
De (Ierse) naam verwijst naar een oversteek (Áth) in de rivier Clarin. Die oversteek lag op de grens van drie historische koninkrijken, het Ierse Ríogh betekent koningen.
De plaats is vereeuwigd in  het lied The Fields of Athenry, een bekend Iers folklied.

## Geboren
- Paul Hession (1983), atleet